# Fordított aukció
A fordított aukció (más néven vevő által meghatározott aukció vagy beszerzési aukció) egy olyan aukciótípus, amelyben a vevő és az eladó hagyományos szerepe megfordul. Így van egy vevő és sok potenciális eladó. A közönséges, határidős aukciónak is nevezett aukcióban a vásárlók egyre magasabb árak felajánlásával versenyeznek áruk vagy szolgáltatások megszerzéséért. Ezzel szemben egy fordított aukcióban az eladók versengenek azért, hogy üzletet szerezzenek a vevőtől, és az árak általában csökkenni fognak, mivel az eladók alákínáltak egymásnak.
A fordított aukció hasonló az egyedilicit-aukcióhoz, mert az alapelv ugyanaz marad; egy egyedilicit-aukció azonban jobban követi a hagyományos aukciós formátumot, mivel minden ajánlatot bizalmasan kezelnek, és az aukció befejezése után egy egyértelmű nyertest határoznak meg.
Üzleti aukciók esetében a kifejezés egy bizonyos típusú aukciós folyamatra utal (más néven e-aukció, beszerzési esemény, e-forrás vagy eRA, eRFP, e-RFO, e-beszerzés, B2B aukció). A nyílt beszerzési eljárásokat, amelyek a fordított aukció egyik formája, sok évtizede sok országban gyakran használják a kormányzati beszerzésekben és a magánszektorban.
A fogyasztói aukcióknál a kifejezést sok esetben olyan értékesítési folyamatokra utalják, amik bizonyos jellemzőkkel bírnak az aukciókkal, de nem minden körülmények között a tradicionális értelemben vett aukciók.

## Kontextus
Az inverz aukciók egyik gyakran előforduló példája sok államban az állami ágazat közbeszerzési mechanizmusa. A kormányok sok esetben nyitott közbeszerzési eljárás keretei között vásárolnak termékeket, esetleg szolgáltatásokat nyilvános pályázat kiírásával. A hatalmas programok, esetleg szolgáltatási projektek közbeszerzési eljárásai sok esetben meglehetősen összetettek, sok esetben több tucat egyedi beszerzési tevékenységet is magukban foglalnak.
A fordított aukciók másik gyakori alkalmazása az e-közbeszerzés, a stratégiai beszerzéshez és más ellátáskezelési tevékenységekhez használt beszerzési stratégia. Az e-közbeszerzési megállapodások lehetővé teszik a beszállítók számára, hogy valós időben versenyezzenek online, és megváltoztatják a cégek és konzorciumaik választási módját és viselkedését beszállítóikkal világszerte. Segíthet javítani a beszerzési folyamat hatékonyságát, és megkönnyítheti az új szállítókhoz való hozzáférést. Ez a jövőben a beszerzési eljárások egységesítéséhez, csökkentett rendelési ciklushoz vezethet, amely lehetővé teheti a vállalkozások számára az árak csökkentését és általában magasabb szintű szolgáltatás nyújtását.
- Hagyományos aukción az eladó felkínál egy tételt. A potenciális vásárlók ezután szabadon licitálhatnak a tételre, amíg az időtartam le nem jár. A legmagasabb ajánlatot adó vevő elnyeri a jogot, hogy megvásárolja a terméket az aukció végén meghatározott áron.
- A fordított aukció abban különbözik, hogy egyetlen vevő ajánlatot tesz ajánlattételi szerződésre. (Egy e-közbeszerzési megállapodásban ez vagy speciális szoftverek segítségével, vagy on-line piacon történik.) Több eladót is felkérnek, hogy ajánlatot tegyenek a szerződésre.

E-közbeszerzés
E-közbeszerzés esetekor, amikor a valós idejű e-licitálás megengedett, az ár csökken, mivel az eladók versenyeznek alacsonyabb ajánlatokért, mint versenytársaik, miközben továbbra is megfelelnek az eredeti szerződés összes előírásának.
Az interneten keresztül valós időben végrehajtott licitálás dinamikus, versenyképes folyamatot eredményez. Ez elősegíti a gyors lefelé irányuló nyomás elérését, amely általában nem érhető el a hagyományos statikus papír alapú ajánlattételi eljárásokkal. Számos fordított aukciós szoftvercég vagy szolgáltató átlagosan 18 – 20 százalékos árcsökkenésről számol be az első aukció befejezését követően.

A vevő a legalacsonyabb árat kínáló eladóval kötheti a szerződést. Vagy a vevő szerződéseket köthet olyan szállítókkal, akik magasabb árakat ajánlanak, a vevő minőségi, átfutási idejét, kapacitását, esetleg egyéb értéknövelő attribútumait figyelembe vevő egyedi igényeitől függően.
Az optimalizáló szoftverek használata 2002 óta vált népszerűvé  hogy segítsen a vásárlóknak megállapítani, melyik szállító kínálja a legjobb árat áruk vagy szolgáltatások nyújtása során. A szoftver releváns vevői és eladói üzleti adatokat tartalmaz, beleértve a korlátozásokat is. 
A fordított aukciókat mind a nagy, mind a kis értékű szerződések kitöltésére használják mind az állami szektor, mind a magán kereskedelmi szervezetek számára. A hagyományosan árucikknek tekintett tételek mellett fordított aukciókat is használnak a vevő által tervezett áruk és szolgáltatások beszerzésére; és még fordított aukciós szolgáltatók forrására is használták őket. Először 2001 augusztusában fordult elő ez, amikor az America West Airlines (ma US Airways) a FreeMarkets szoftvert használta és a MaterialNet-nek ítélte oda a szerződést. 
A fordított aukció egyik formája a statikus aukció (RFQ vagy tender). A statikus aukció a dinamikus aukció és a kereskedelem rendszeres tárgyalási folyamata alternatívája, különösen a B2B elektronikus piacon.
2003-ban a kutatók azt állították, hogy a teljes vállalati kiadás átlagosan öt százaléka fordított aukcióval történt. Megállapították, hogy azok megfelelőbbek és alkalmasabbak olyan iparágakban és ágazatokban, mint a reklám, autóalkatrészek, ömlesztett vegyszerek, tartós fogyasztási cikkek, számítógépek és perifériák, szerződéses gyártás, futárszolgálatok, FMCG, egészségügy, vendéglátás, biztosítás, lízing, logisztika, tengeri szállítás, MRO, kiskereskedelem, szoftverengedélyezés, textilipar, turizmus, szállítás és raktározás.

## Az internetalapú fordított aukciók története
Az Egyesült Államokban az online e-beszerzés fordított aukcióinak úttörőjét, a FreeMarkets-et 1995-ben alapította a McKinsey volt tanácsadója és a General Electric ügyvezetője, Glen Meakem, miután nem talált belső támogatást a General Electric fordított aukciós részlegének ötletéhez. Meakem felbérelte McKinsey kollégáját, Sam Kinney-t, aki a FreeMarkets mögött álló szellemi tulajdon nagy részét kifejlesztette. A Pittsburgh-i (PA) székhelyű FreeMarkets „piaci döntéshozókból” és „árumenedzserekből” állított össze csapatokat, hogy irányítsák az online pályázati folyamat futtatásának folyamatát, és piaci műveleteket hozzanak létre az aukciók globális kezelésére. 
A társaság növekedését nagymértékben segítette a dotkom felívelő korszakának médiafelhajtása. A FreeMarkets ügyfelei között volt – csak néhányat említve – a BP plc, a United Technologies, a Visteon, a HJ Heinz, a Phelps Dodge, az Exxon Mobil és a Royal Dutch Shell. Több tucat versengő induló fordított aukciós szolgáltató és olyan letelepedett vállalat, mint például a General Motors (a FreeMarkets korai vevője) és az SAP, sietett csatlakozni a fordított aukciós piactérhez. 
Habár a FreeMarkets túlélte a dotkom-konjunktúra kiesését, a 2000-es évek elejére nyilvánvaló volt, hogy üzleti modellje valóban olyan, mint egy régi gazdaságú tanácsadó cég, amely kifinomult, saját fejlesztésű szoftverekkel rendelkezik. Az online fordított aukciók kezdtek fősodratúvá válni, és a FreeMarkets szolgáltatásaiért megkövetelt árak jelentősen csökkentek. Ez a fordított aukciós szolgáltatási piac konszolidációjához vezetett. 2004 januárjában az Ariba bejelentette a FreeMarkets megvásárlását 493 millió dollárért.
A Fortune 2000 márciusában publikált egy cikket, amely az internetes fordított aukciók kezdeti napjait ismertette.
Az elmúlt években fejlődött a mobil fordított aukció. Az üzleti vállalkozások közötti (B2B) fordított aukcióktól eltérően a mobil fordított aukciók a vállalkozások közötti fogyasztók (B2C), és lehetővé teszik a fogyasztók számára, hogy fillérekért licitáljanak a termékekre. A legalacsonyabb egyedi ajánlat nyer. 
A közelmúltban a vállalkozások és a fogyasztók közötti aukciók elkezdtek fejlődni; jobban hasonlítanak az eredeti vállalkozások közötti aukciókhoz, mint a mobil fordított aukciókhoz, mivel felajánlják a fogyasztóknak, hogy előírást tegyenek a kiskereskedők vagy viszonteladók elé, és lehetővé teszik számukra, hogy nyilvános ajánlatot tegyenek vállalkozásukra. 
Kongresszusi tanúvallomásában arról a 2008-as javaslatról, hogy a szövetségi alapok mérgező eszközöket vásárolnak problémás pénzügyi cégektől, Ben Bernanke, a Federal Reserve elnöke azt javasolta, hogy fordított aukciót lehessen felhasználni az eszközök árára. 
2004-ben a Fehér Ház Szövetségi Beszerzési Politikai Irodája (OFPP) memorandumot adott ki, amely a kereskedelemben kapható online beszerzési eszközök - köztük a fordított aukciók - fokozott használatát ösztönözte. 2005-ben mind a Kormányzati Felszámolási Hivatal, mind a Szövetségi Ügyek Bírósága megerősítette az online fordított aukciók szövetségi ügynökségek általi felhasználásának törvényességét. 2008-ban az OFPP kiadott egy kormányzati szintű memorandumot, amely arra ösztönözte az ügynökségeket, hogy javítsák és növeljék a versenyképes beszerzéseket, és konkrét példákat tartalmazott a verseny legjobb gyakorlatairól, ideértve a fordított aukciókat is. 2010-ben a Fehér Ház Menedzsment- és Költségvetési Irodája "az innovatív beszerzési módszerek, például a webalapú elektronikus fordított aukciók használatának folytatását" említette az egyik olyan szerződéses reformként, amely az ügynökségeket segíti az akvizíciós megtakarítási célok elérésében.

## Terminológia
A közbeszerzési aukció általános formája pontozási aukció néven ismert. Ebben az aukciós űrlapban a vevő által az egyes ajánlattevőknek adott pontszám az ajánlat és az ajánlattevő jól meghatározott jellemzőitől függ. Ezt a pontozási funkciót az aukció kezdete előtt megfogalmazzák és kihirdetik.
Általánosságban elmondható, hogy sok beszerzési aukció „vevő által meghatározott”, mivel a vevő fenntartja a jogot, hogy az aukció lezárását követően bármilyen alapon kiválassza a nyertest. A vevő által meghatározott aukciókról szóló irodalom gyakran empirikus jellegű, és a vevő által be nem jelentett implicit pontozási funkció azonosításával foglalkozik. Ezt általában diszkrét választási modellen keresztül hajtják végre, ahol a közgazdász a megfigyelt attribútumokat, beleértve az árat is, felhasználja, és feltérképezi azokat a valószínűséggel, hogy győztesként választják meg. Ez lehetővé teszi a közgazdász számára, hogy azonosítsa az egyes tulajdonságok súlyát. Fogalmilag és elméletileg ennek a formátumnak a vevő-szállító kapcsolatokra gyakorolt hatása kiemelkedő fontosságú.
Elméletileg megvizsgálták azokat a tényezőket, amelyek meghatározzák, hogy a vevő milyen körülmények között preferálja ezt a formátumot. 

### Demsetz-árverés
A Demsetz aukció egy olyan rendszer, amely kizárólagos szerződést köt a Harold Demsetzről elnevezett legalacsonyabb árat ajánló ügynöknek. Ezt nevezik úgy is, hogy „verseny a területen”. Ezzel ellentétben áll a „verseny területén”, amely felhívja a két vagy több hatóanyagot kell adni a szerződés, és az áru vagy szolgáltatás versenyképes. Martin Ricketts azt írja, hogy "versenykörülmények között az ajánlati áraknak addig kell esniük, amíg csak lehetővé teszik a cégek számára, hogy normális tőkemegtérülést érjenek el". A Demsetz-aukció hátrányai közé tartozik az a tény, hogy a csökkenő kereslettel járó teljes kockázatot egy ügynök viseli, és hogy az ajánlat nyertese a szerződésbe zárva nem átruházható know-how-t halmozhat fel, amelyet aztán felhasználhat tőkeáttétel a szerződés megújításához.
A Demsetz-aukciókat gyakran használják köz- és magánszféra közötti autópálya-építési szerződések odaítélésére.

## Spektrumaukció
Az Egyesült Államokban a Szövetségi Kommunikációs Bizottság fordított aukcióként létrehozta az FCC 1001 aukciót annak érdekében, hogy a 600 MHz-es sáv nagy részét visszakapja a televíziós műsorszolgáltatásból. A fennmaradó tévéállomásokat ezután visszacsomagolják az alsó UHF, sőt a VHF TV-csatornákra is. A 2016. júniusi fordított aukció után egy határidős frekvencia-aukciót (FCC 1002 aukció) tartanak, amelynek vásárlói főleg mobiltelefon-szolgáltatók lesznek.

## Holland fordított aukciók
Míg egy hagyományos holland aukció magas ajánlattal kezdődik, amely aztán csökken, a fordított holland aukció éppen ellenkezőleg működik, mivel alacsony áron indul, majd az idő múlásával fokozatosan növekszik. Tartalmaz egy listát azokról a cikkekről, amelyeket a vevők beszerezni szeretnének, és az ár rögzített időközönként emelkedik, amíg el nem érik a lefoglalt árat. A lefoglalt ár elérése előtt, ha egy szállító ajánlatot tesz a cikkre, azt a szállítóhoz rendelik, és az árucikk bezárul.
Ebben az aukcióban a vevő meghatározza a kikiáltási árat, az árváltozás értékét, az árváltozások közötti időintervallumot és a lefoglalt árat.
Az aukció az első tétellel kezdődik, meghatározott kikiáltási árral, és rögzített időközönként az árváltozás értékével (összeg vagy százalék) növekszik. A kikiáltási ár mindaddig növekszik, amíg bármely szállító nem tesz ajánlatot, vagy a kikiáltási ár el nem éri a lefoglalt árat. Miután lezárta az ajánlat licitálását az elemre, egymás után másik tételre lép.
Az aukció lezárul, amikor az összes tételre licitálás befejeződött.

## Japán fordított aukciók
Bár a japán fordított aukció története ismeretlen, a vállalkozások közötti beszerzések világában széles körben használják őket költségmegbeszélés formájában.
Japán aukción az aukció házigazdája megadja a nyitó árat, és a résztvevőknek el kell fogadniuk ezt az árszintet, vagy ki kell lépniük az árverésből. Az elfogadás azt jelzi, hogy a résztvevő készen áll a megadott áron történő szállításra. Amikor minden résztvevő válaszol egy bizonyos árra, a szoftver előre meghatározott összeggel csökkenti az árszintet, és ismét arra kéri a résztvevőket, hogy fogadják el vagy utasítsák el az új árszintet.
Ez a fajta aukció addig folytatódik, amíg több résztvevő nem licitál.

## Japán és holland fordított aukciók összehasonlítása
A japán és a holland fordított aukció közötti fő különbség abban áll, hogy a beszállítókat két különböző helyzetbe hozzák. Míg a holland fordított aukciókban a beszállítók a tervezett áron választják ki és így azonnal lezárják az aukciót, addig a fordított japán aukciókban a beszállítók kifejezetten kilépnek az adott piacról a tervezett áron.
A japán fordított aukció előnyei azon alapulnak, hogy a vásárló szervezet nagyobb átláthatósággal bír a tényleges piac iránt. Ebben a tekintetben a formátum jobban tükrözi a hagyományos fordított aukció formáját, nagyobb láthatóságot biztosítva minden résztvevő legalacsonyabb ajánlatának.
De a holland aukciós formátummal ellentétben a japán aukciók nem teszik azt, amit egy holland aukció felhasználói "maximális pszichológiai nyomásként" írnak le az ellátási bázisra és különösen az inkumbens beszállítókra. Ez jobb helyzetbe hozhatja a vevőt abban, hogy potenciálisan többet keres, mint amennyit a piac alapján kellene.

## Stratégia a fordított aukciókban
A szállítóknak először is meg kell határozniuk azt a legalacsonyabb árat, amelyért hajlandóak eladni termékeiket. Ennek hatékony elvégzéséhez képesnek kell lennie a tényleges határköltség kiszámítására és az aukción kívüli költségek és előnyök azonosítására. Ez azonban nem jelenti azt, hogy a legjobb stratégia a legalacsonyabb ár ajánlata. Az aukción kívüli költségek és előnyök elemzése során meg kell vizsgálniuk azokat a területeket, ahol a győzelem vagy a veszteség váratlan előnyöket vagy elkerülhető költségeket eredményezhet. Néhány példa:
- Nyerés vagy elvesztés megváltoztatja a mennyiségi kedvezményt, a visszatérítéseket és az ösztönzőket a legfontosabb szállítókkal
- A veszteséghez el kell bocsátani a személyzetet és a vele járó felmondási költségeket,
- A győzelem olcsóbban nyit új fiókot, mint egy értékesítési képviselő felvétele.

Ezen elemzés alapján a szállítónak ki kell választania az aukció céljait. A nyilvánvaló cél az árverés nyereséges áron történő megnyerése. Azonban nem mindig ez a legjobb cél. A fent említett okok miatt a szállító célként választhat például:
- A második (vagy harmadik) helyre kerülni, miközben az ár magas marad,
- A második helyre kerülni, miközben az árat a győztes számára veszteséges szintre hajtja,
- Egy bizonyos árra licitálni és megállni, függetlenül a nyertes pozíciótól és a potenciális jövedelmezőségtől.

A felkészülés után a szállítónak meg kell próbálnia elérni a célját az aukciós protokoll specifikus protokolljain és jellemzőin belül. Az aukciók között különböző fontos jellemzők az a képesség, hogy lássák az aktuális alacsony ajánlatot, és a jelenlegi relatív helyzetük ismerete.

## Fordítás
Ez a szócikk részben vagy egészben  a   Reverse auction című angol Wikipédia-szócikk ezen változatának fordításán alapul.  Az eredeti cikk szerkesztőit annak laptörténete sorolja fel. Ez a jelzés csupán a megfogalmazás eredetét és a szerzői jogokat jelzi, nem szolgál a cikkben szereplő információk forrásmegjelöléseként.

## További irodalom
- Schoenherr, T. és Mabert, VA (2007), "Online fordított aukciók: közös mítoszok a fejlődő valósággal szemben", Business Horizons, 50, 373-384.
- Bounds, G., "Toyota Beszállítói Fejlesztés", minőségi esetekben, G. Bounds, szerkesztő, RD Irwin Co., Chicago, IL, 1996, pp. 3–25
- Shalev, E. Moshe és Asbjornsen, S., "Elektronikus fordított aukciók és a közszféra - a siker tényezői", Journal of Public Procurement, 10 (3) 428-452.
- Bounds, G., Shaw, A. és Gillard, J., "Partner a Honda Way", minőségi esetekben, G. Bounds, szerkesztő, RD Irwin Co., Chicago, IL, 1996, pp. 26–56
- Dyer, J. és Nobeoka, K., "Nagy teljesítményű tudásmegosztó hálózat létrehozása és kezelése: A Toyota eset", Strategic Management Journal, 1. évf. 21, 2000, pp. 345–367
- Liker, J. és Choi, T., "Mély beszállítói kapcsolatok kiépítése", Harvard Business Review, Vol. 82. szám, 2004. december 12., pp. 104–113
- Womack, J., Jones, D. és Roos, D., A világot megváltoztató gép, Rawson Associates, New York, 1990, 6. fejezet
- Jap, Sandy D. (2007), "Az online fordított aukciós tervezés hatása a vevő-szállító kapcsolatokra", Journal of Marketing, 71 (1), 146-50
- Hammami (2019). „Exact and heuristic solution approaches for the bid construction problem in transportation procurement auctions with a heterogeneous fleet”. Transportation Research Part E: Logistics and Transportation Review 127, 150–177. o. DOI:10.1016/j.tre.2019.05.009..